# Fédération évangélique de Côte d'Ivoire
La Fédération évangélique de Côte d’Ivoire (FECI) est une alliance évangélique nationale, affiliée à l'Alliance évangélique mondiale. Elle regroupe 21 confessions chrétiennes évangéliques, 20 organismes, 15 missions et 3 millions de chrétiens. Son siège se situe à Abidjan, en Côte d'Ivoire.

## Histoire
L'Alliance évangélique a été fondée en 1960 à Bouaké ,.
En 2025, le Dr Noël N’Guessan, pasteur de l’Alliance chrétienne et missionnaire, devient président de la FECI .

## Statistiques
En 2024, elle avait 21 confessions chrétiennes évangéliques membres, 20 organismes et 15 missions . Elle affirme représenter près de 3 millions de chrétiens.

## Croyances
L’alliance a une confession de foi évangélique et est membre de l’Alliance évangélique mondiale .